# Пойет, Густаво
Густа́во Аугу́сто Пойе́т Доми́нгес (исп. Gustavo Augusto Poyet Domínguez), более известный как Густа́во Пойе́т (род. 15 ноября 1967, Монтевидео) — уругвайский футболист, полузащитник; тренер.
В качестве игрока долгое время выступал за испанскую «Сарагосу», а затем играл в клубах английской Премьер-лиги «Челси» и «Тоттенхэм». В составе национальной сборной Уругвая стал победителем Кубка Америки 1995 года, всего в составе сборной провёл 26 матчей и забил 3 гола.
После завершения карьеры футболиста работал ассистентом главного тренера в таких английских клубах, как «Суиндон Таун», «Лидс Юнайтед» и «Тоттенхэм Хотспур». Работал главным тренером клубов «Брайтон энд Хоув Альбион», «Сандерленд», с которым он вышел в финал Кубка английской лиги и четвертьфинал Кубка Англии, АЕК (Афины), «Реал Бетис», «Шанхай Шэньхуа», «Бордо» и «Универсидад Католика».

## Карьера игрока

### Клубная карьера
Выступал за такие клубы, как «Ривер Плейт», «Гренобль», «Реал Сарагоса», «Челси», «Тоттенхэм Хотспур», «Суиндон Таун». Обладатель Кубка Испании 1994 в составе «Реала Сарагосы». В 1997 перешёл в «Челси», с которым выиграл Кубок Англии, Суперкубок Англии, Кубок обладателей кубков, Суперкубок УЕФА. Является автором победного гола в финале Суперкубка УЕФА в ворота мадридского «Реала».

## Тренерская карьера

### Ассистент главного тренера
В июле 2006 года стал игроком и помощником главного тренера в английском клубе «Суиндон Таун». В конце октября 2006 стал помощником главного тренера в «Лидс Юнайтед», спустя год стал помощником главного тренера «Тоттенхэм Хотспур» Хуанде Рамоса. В качестве помощника главного тренера стал обладателем Кубка Английской футбольной лиги 2007/08.

### Главный тренер
В 2009 году возглавил клуб английского третьего дивизиона (Лига 1) «Брайтон», заключив контракт на полтора года. Сначала он обеспечил клубу участие в следующем сезоне в третьем дивизионе, после чего с ним был продлён контракт, затем вывел команду во второй дивизион (Чемпионшип) и завоевал титул чемпиона Лиги 1. 23 мая 2011 года Пойет был признан лучшим менеджером в Лиге 1 за достижения в сезоне 2010/11, его первом полном сезоне в качестве главного тренера. В августе, став менеджером месяца в Чемпионшипе, Пойет подписал новый, улучшенный контракт на пять лет до 2016 года. 16 мая 2013 года, спустя несколько дней после поражения от «Кристал Пэлас» в полуфинале плей-офф Чемпионшипа, «Брайтон» временно отстранил Пойета. 23 июня уругвайский специалист находился в студии в качестве эксперта по матчам Кубка конфедераций, проходящего в Бразилии. По ходу программы ведущий зачитал Пойету текст заявления на официальном сайте «Брайтона», в котором говорилось об увольнении тренера. Уругваец спокойно отнесся к новости о своём увольнении, добавив, что он, вероятно, стал первым тренером, который узнал о своей отставке таким образом.
8 октября 2013 года на официальном сайте английского футбольного клуба «Сандерленд» появилась новость о назначении Пойета новым главным тренером клуба, с контрактом на два года. На посту Пойет сменил Паоло Ди Канио, став первым уругвайцем-главным тренером в Английской Премьер-лиге; после семи туров команда с одним очком в активе замыкала турнирную таблицу. По ходу чемпионата уругваец сумел поднять «Сандерленд» с последнего места и по итогам сезона занял с клубом 14-ю строчку. Также он вывел «Сандерленд» в финал Кубка английской лиги, где проиграл Манчестер Сити со счётом 3:1. До этого «Сандерленд» обыграл «Манчестер Юнайтед» по пенальти. В Кубке Англии клуб под его началом смог дойти до четвертьфинала, где уступил «Халл Сити» со счётом 3:0.
16 марта 2015 года был уволен после 29 туров сезона 2014/15, когда «чёрные коты» с 26 очками в активе находились в шаге от зоны вылета, занимая 17-е место в турнирной таблице, а безвыигрышная серия составляла шесть матчей (три поражения и три ничьи).
Осенью 2015 года возглавил греческий АЕК до конца сезона, но не смог привести клуб к чемпионству. В мае 2016 года стал главным тренером «Бетиса», из которого был уволен в ноябре того же года из-за неудовлетворительных результатов в чемпионате, его сменил Виктор Санчес.
29 ноября 2016-го был официально назначен на пост главного тренера «Шанхай Шэньхуа».
20 января 2018 года было объявлено, что Густаво Пойет стал главным тренером «Бордо». По итогам сезона 2017/18 «Бордо» стал 6-м в чемпионате. Пойет был уволен 17 августа 2018 года после того, как публично раскритиковал руководство клуба за продажу форварда Гаэтана Лаборде в «Монпелье» без его ведома. На посту главного тренера его сменил Рикардо Гомес.
11 февраля 2022 года было объявлено о назначении Пойета на пост главного тренера сборной Греции, контракт был подписан до конца 2023 года с возможностью продления ещё на год.

## Достижения
В качестве игрока:
Реал Сарагоса
- Обладатель Кубка Испании: 1994
- Обладатель Кубка обладателей кубков: 1995

Челси
- Обладатель Кубка Англии: 2000
- Обладатель Суперкубка Англии: 2000
- Обладатель Кубка обладателей кубков: 1998
- Обладатель Суперкубка УЕФА: 1998

Сборная Уругвая
- Победитель Кубка Америки: 1995

В качестве тренера:
Брайтон
- Победитель Лиги 1: 2010/11
- Лучший менеджер в Лиге 1: 2010/11

Сандерленд
- Кубок Английской футбольной лиги: 2013/2014, финал

## Семья
Сын — Диего Пойет, профессиональный футболист.